# آن هابي
آن هابي(باليابانية: あんハピ♪، بالروماجي: Anhapi♪) هي سلسلة مانغا يابانية من تأليف ورسم كوتوجي نشرت من قبل هوبونشا [الإنجليزية] في مجلة مانغا تايم كيرارا فورورد [الإنجليزية] منذ 24 ديسمبر عام 2012 حتى 24 نوفمبر عام 2018، تم تجمع فصول المانغا في 10 مجلدات تانكوبون. أنتجت إلى مسلسل أنمي تلفزيون من قبل استوديو سيلفر لينك، عرض الأنمي في 7 أبريل عام 2016 واستمر عرضه حتى 23 يونيو عام 2016، وتكون من 12 حلقة.

## القصة
تدور أحداث القصة عن الفصل 1-7 في أكاديمية تينوغوفوني الذي يضم طلاب يعانون من سوء الحظ. آن هاناكويزومي التي تعاني
سوء الحظ هي وزملائها في الفصل روري وبوتان وهيبيكي ورين ويحاولون العثور على سعادتهم الخاصة.

## الشخصيات

### الشخصيات الرئيسية
آن هاناكويزومي / هاناكو (باليابانية: 花小泉 杏، بالروماجي: Hanakoizumi An) / (باليابانية: はなこ، بالروماجي: Hanako)
أداء صوتي: يوميري هاناموري
روري هيباريغاوكا / هيباري (باليابانية: 雲雀丘 瑠璃، بالروماجي: Hibarigaoka Ruri) / (باليابانية: ヒバリ، بالروماجي: Hibari)
أداء صوتي: هاروكا شيرايشي
بوتان كوميغاوا / بوتان (باليابانية: 久米川 牡丹، بالروماجي: Kumegawa Botan) / (باليابانية: ぼたん، بالروماجي: Botan)
أداء صوتي: كيونو ياسونو
هيبيكي هاغيو / هيبيكي (باليابانية: 萩生 響، بالروماجي: Hagyū Hibiki) / (باليابانية: ヒビキ، بالروماجي: Hibiki)
أداء صوتي: هيبيكو يامامورا
رين إيكودا / رين (باليابانية: 江古田 蓮، بالروماجي: Ekoda Ren) / (باليابانية: レン، بالروماجي: Ren)
أداء صوتي: مايو يوشيوكا

### شخصيات أخرى
كودايرا (باليابانية: 小平، بالروماجي: Kodaira)
أداء صوتي: يومي هارا
تيموثي' (باليابانية: チモシー، بالروماجي: Chimoshī)
أداء صوتي: تشيتوسي موريناغا [الإنجليزية]
تسوباكي ساياما (باليابانية: 狭山 椿، بالروماجي: Sayama Tsubaki)
أداء صوتي: تشيتوسي موريناغا
ساغينوميا (باليابانية: 鷺宮، بالروماجي: Saginomiya)
أداء صوتي: آمي كوشيميزو
ساكورا هاناكويزومي (باليابانية: 花小泉 桜، بالروماجي: Hanakoizumi Sakura)
أداء صوتي: يوكو جيبو
الرئيس (باليابانية: 校長، بالروماجي: Kōchō)
أداء صوتي: هيروشي ناكا

## وصلات خارجية
- الأنمي الرسمي باللغة اليابانية
- آن هابي على موقع ANN manga (الإنجليزية)